# 16002 Bertin
16002 Bertin este o planetă minoră (asteroid), cu un diametru de 7,132 km, din centura de asteroizi. A fost descoperită pe 15 ianuarie 1999 la observatoire de la Côte d'Azur⁠(d) de OCA-DLR Asteroid Survey⁠(d). 
Obiectul prezintă o orbită caracterizată de o semiaxă mare de 2,4809105 UAi, o excentricitate de 0,2021, o înclinație de 8,02632 ° în raport cu ecliptica.